# Чуньйо
Чуньйо (Chuño) — картопляний ліофільний продукт, який традиційно виробляють громади Кечуа та Аймара в Болівії та Перу і відомий у різних країнах Південної Америки, включаючи Аргентину, Болівію, Чилі та Перу. Традиційно п'ять днів гіркий морозостійкий сорт картоплі виставляють на низькі нічні температури Андського Альтіплано, заморожуючи його, а згодом піддаючи інтенсивному сонячному світлу.

## Назва
Слово походить від кечуа ch'uñu, що означає «заморожена картопля» («зморщена» в говірках регіону хунін). Також відомий як papas secas (іспанська — «суха картопля»). У Болівії білого чуньйо також називають тунта.

## Витоки

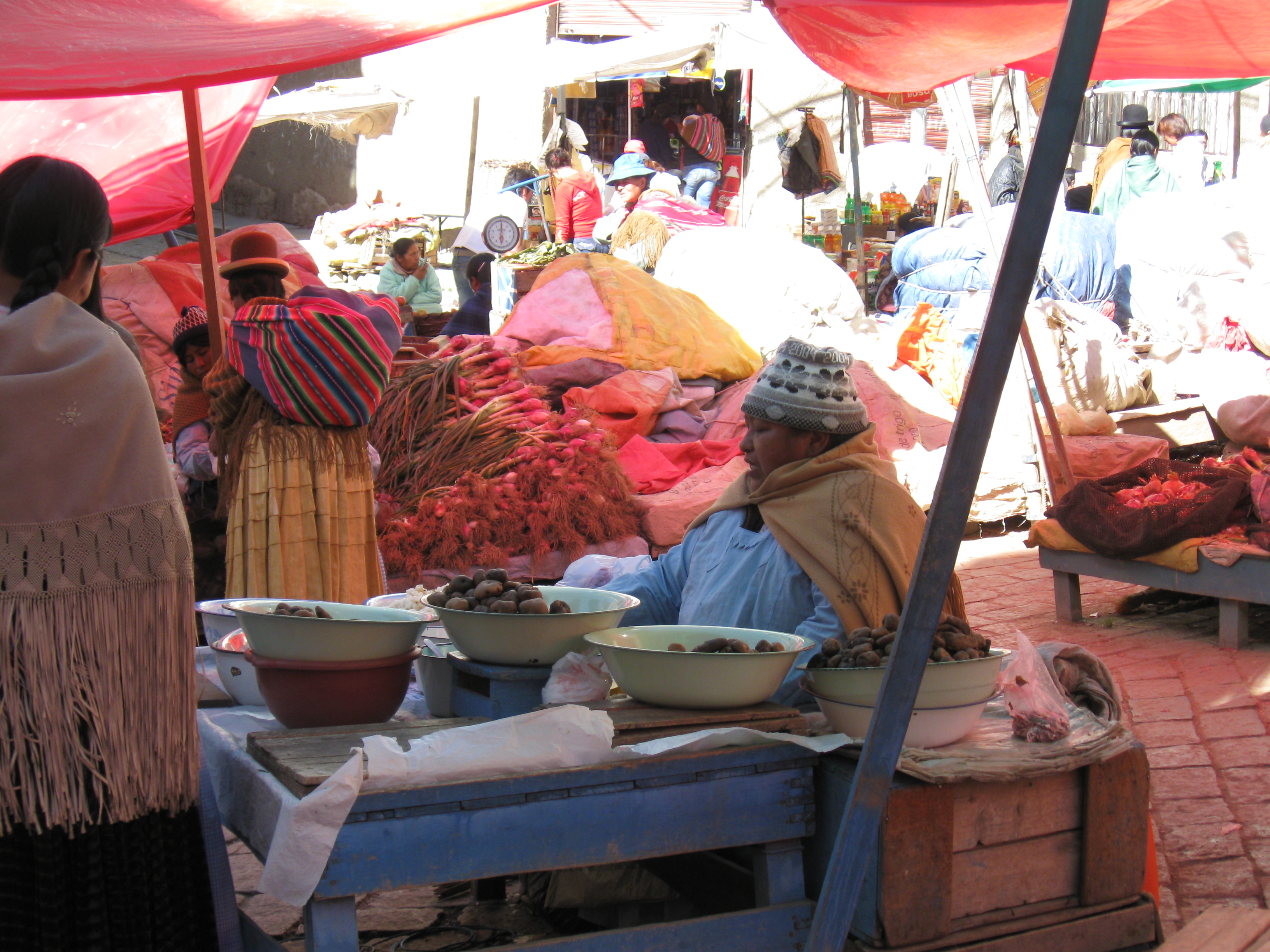
Продавець чуньйо

Витоки чуньйо відноситься до часів Імперії інків у XIII столітті. Залишки були знайдені на Тіванако, місці культури, яка розвивалася на плато Колао, географічній зоні, що включає території Болівії та Перу.
Чуньйо описував в 1590 році іспанський літописець Хосе де Акоста. Завдяки своїй портативності, тривалому терміну зберігання та харчовій цінності, солдати інків їли на маршах. Карл Тролл стверджував, що нічні температури південного перуанського нагір'я, які дозволяли виробляти чуньо, сприяли піднесенню імперії інків.

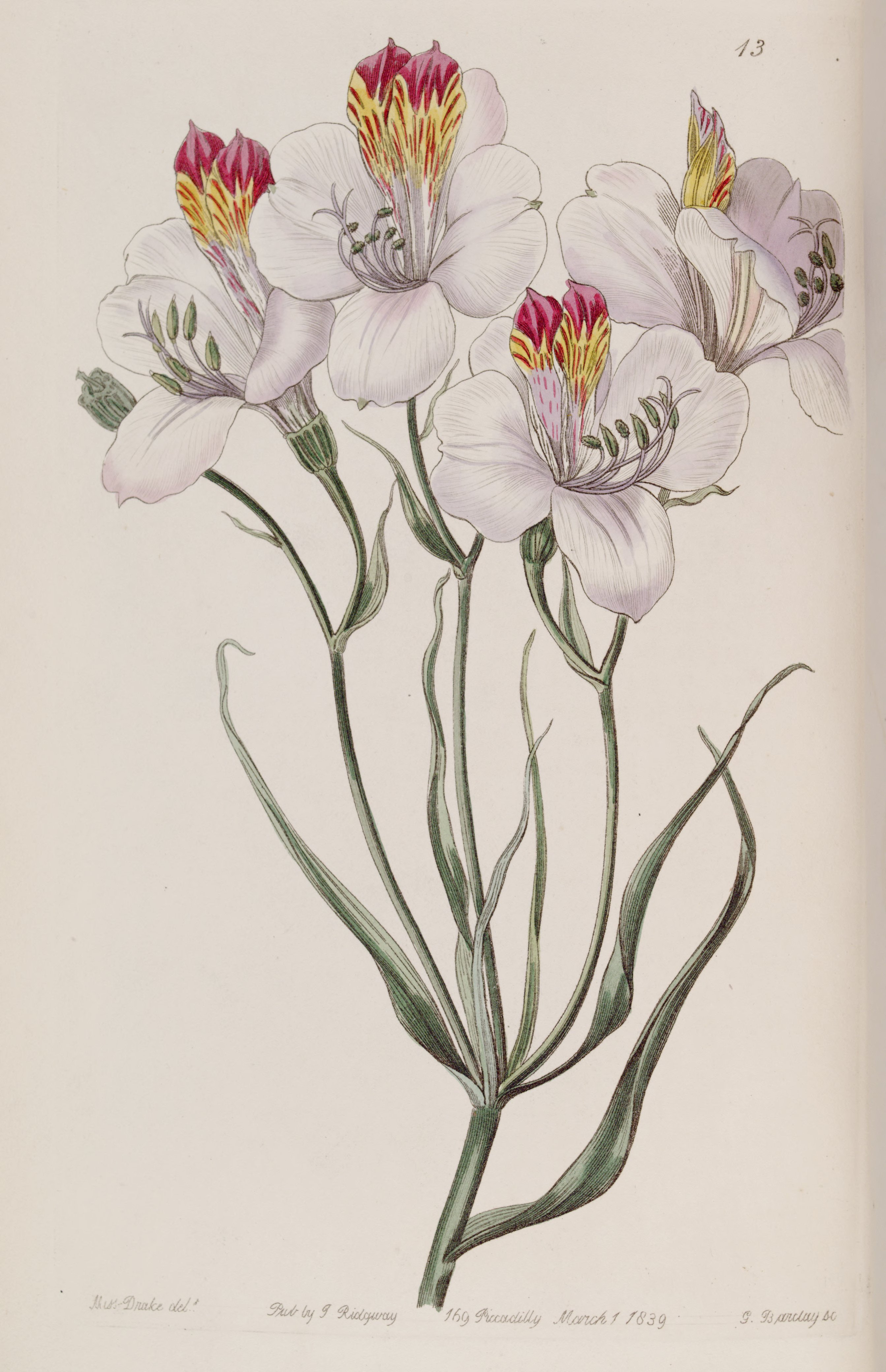
Alstroemeria ligtu

Чуньйо (Chuño de liuto або Chuño de concepción)  також виробляють з крохмалистих коренів зберігання Alstroemeria ligtu.   

## Виробництво
Чуньйо робиться на початку зими протягом червня та липня, протягом цього часу температура сягає приблизно -5 градусів на висоті понад 3800 м. Після осіннього врожаю (квітень — травень) картоплю відбирають для виробництва чуньйо, як правило, дрібну для простоти обробки. Цю маленьку картоплю тісно розкидають по рівній землі і дають їй замерзнути при низьких нічних температурах приблизно на три ночі. Цей процес призводить до природного висушування морозом.
Після закінчення цього процесу картоплю вивозять до чунохінапам — рівнинних ділянок, де можна викласти картоплю. Термін походить з мови аймара і означає «місце, де робиться чуньйо». Як тільки вони добираються до чуньохінапам, їх топчуть ногами. Це вичавлює залишки води і знімає шкірку, що дозволяє подальше заморожування та сушіння.
У процесі віджимання води з картоплі беруть участь цілі родини. Попереднє заморожування сушить клітинні стінки, що полегшує видалення води з картоплі. Залишки шкірки видаляють вручну згодом. Існує два різновиди:

### Білий чуньйо

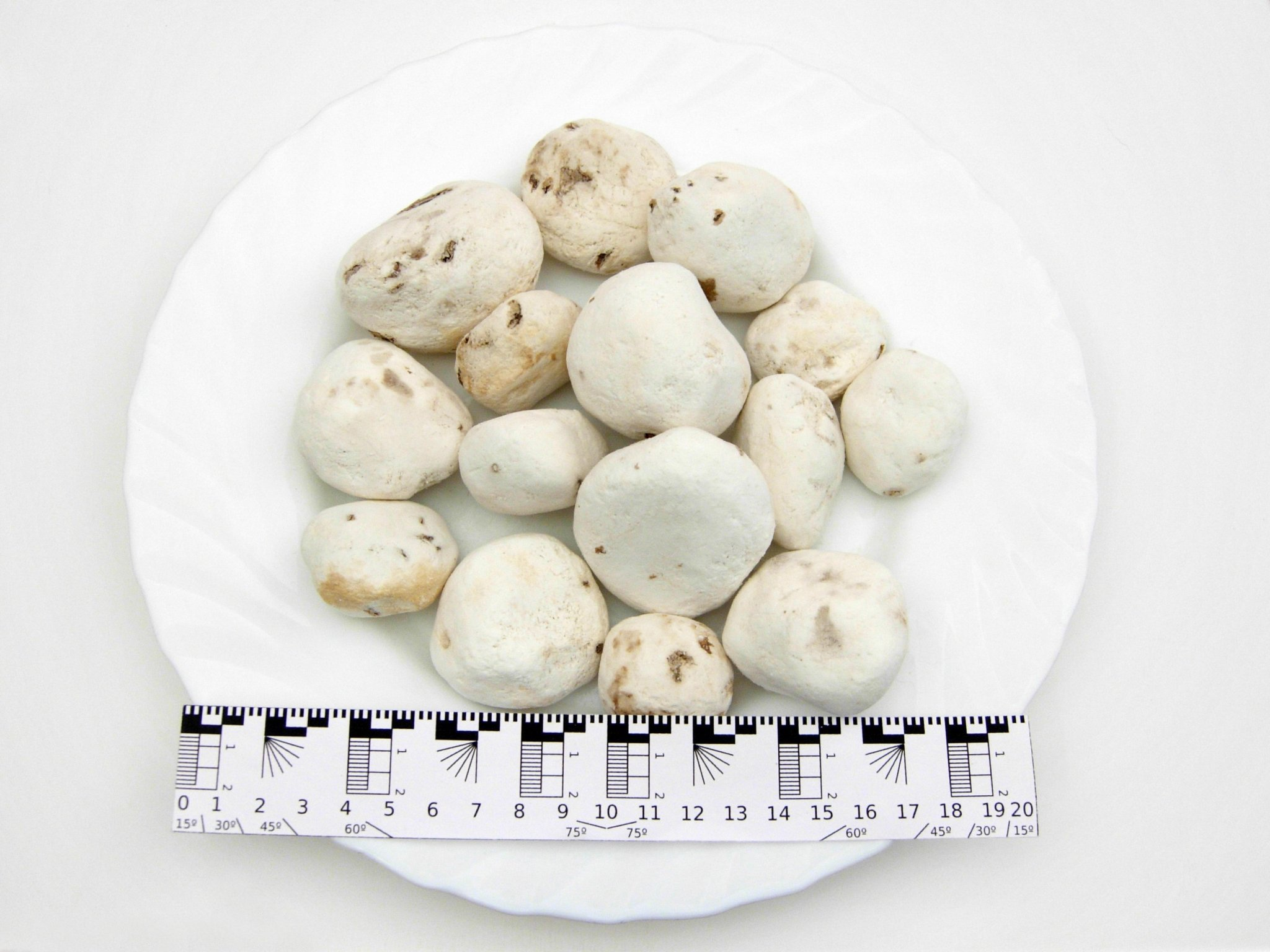
Тунта

Біле чуньйо отримують промиванням замороженої картоплі. У Болівії картоплю викладають на ковдри або солому і постійно обприскують водою для зволоження. У Перу заморожену картоплю транспортують до річки і зберігають у басейнах. Таке миття зазвичай займає близько тижня. Заключний крок — сушка на сонці.

### Чорний чуньйо
Чорний чуньо отримують безпосередньо з оригінального процесу заморожування, витоптування та повторного заморожування. Продукт не миють; після замерзання та витоптування він просто висушується на сонці. Виробництво чорного чуньо має менше регіональних варіацій, ніж біле чуньйо, і воно популярніше серед місцевих фермерів, ніж більш комерційне біле чуньйо.

## Збереження та споживання

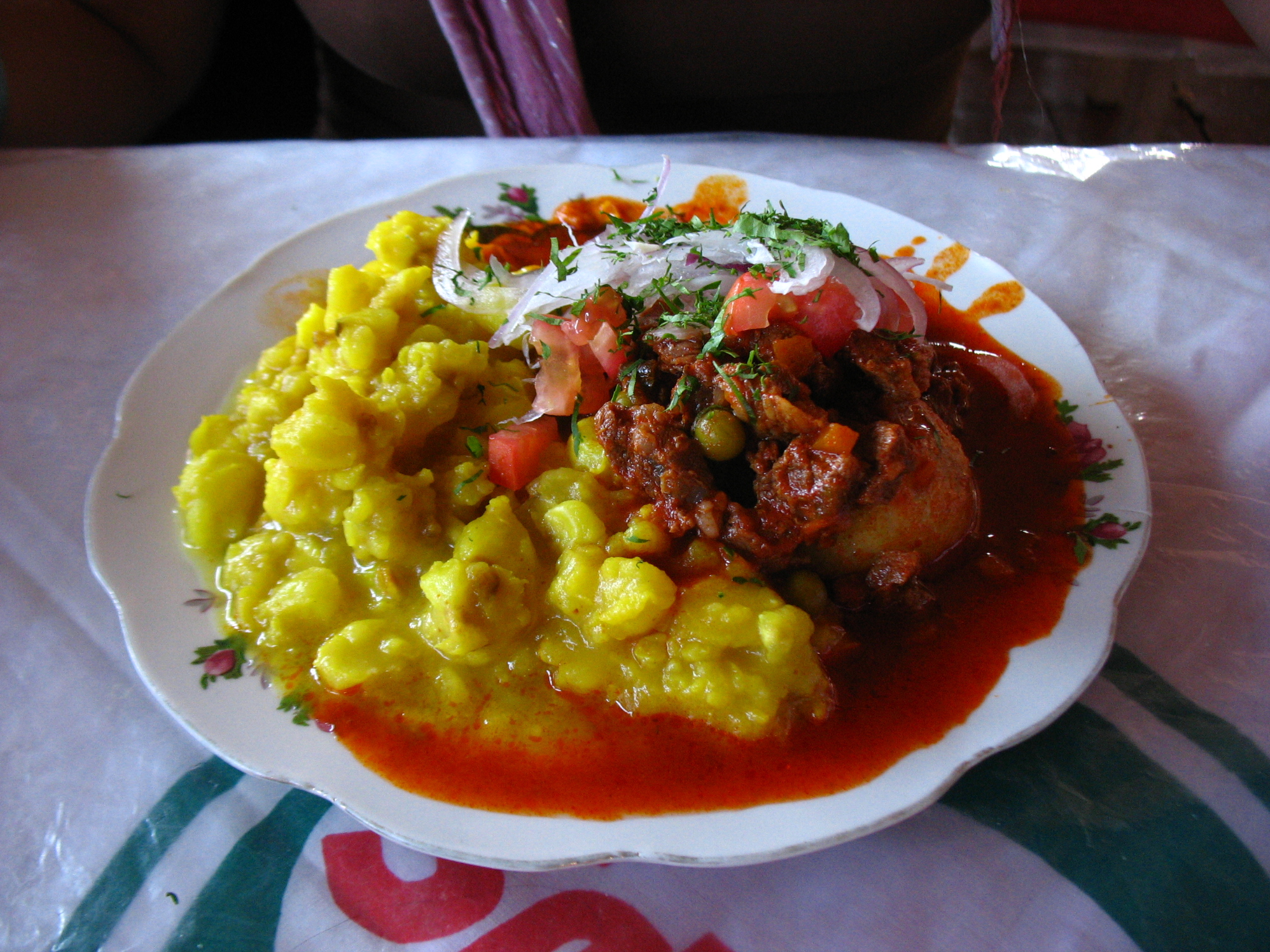
Кукурудза з чуньйо та чилі

Після висихання з мінімальним доглядом продукт може пролежати дуже довго, іноді десятиліття.
Споживання різноманітне — від десертів до готових страв. Борошно чуньйо є важливим інгредієнтом багатьох страв перуанської кухні. Чаїро — один з найтрадиційніших болівійських супів, і його готують з чуньйо, м'яса та овочів.
В Болівії чуньйо не вважається таким же продуктом, як звичайна картопля. У певних рецептах чуньйо та картопля не заміняють одне одного. Наприклад, хайро не можливо готувати без чуньйо. Інші інгредієнти — пшениця, морква тощо — можуть бути замінені, але не чуньйо.
Він також традиційний у південних регіонах Перу, таких як Арекіпа та Пуно.
Інший суп, приготовлений з використанням цілого чуньо, — це джаконта.
Чуньо можна їсти з різноманітними соусами.